# Karl Traub
Karl Traub (9 de agosto de 1941 – 22 de agosto de 2021) foi um político alemão da União Democrata-Cristã da Alemanha (CDU). De 1996 a 2016, ele foi membro do Landtag de Baden-Württemberg, o parlamento do estado de Baden-Württemberg.

## Biografia
Traub nasceu em 1941 na aldeia de Hausen am Bussen e foi agricultor.
De 1996 a 2016 Traub foi membro do Landtag de Baden-Württemberg pela CDU. Ele também serviu como prefeito da sua cidade natal de 1966 a 2009.